# شناور (فیلم ۲۰۱۸)
شناور یا سرگردان (به انگلیسی: Adrift)؛ یک فیلم در ژانر درام رمانتیک و محصول سال ۲۰۱۸ به کارگردانی بالتاسار کورماکور می‌باشد. فیلم نامه این فیلم توسط دیوید برنسون اسمیت و آرون و جوردن کندل بر اساس اتفاقاتی واقعی که در سال ۱۹۸۳ رخ داده‌است، به رشته تحریر درآمده است. شیلین وودلی و سم کلفلین ستارگان فیلم هستند. وودلی علاوه بر بازی در فیلم؛ یکی از تهیه‌کنندگان اثر نیز می‌باشد.
شناور؛ نخستین بار در تاریخ ۱ ژوئن ۲۰۱۸ توسط اس‌تی‌اکس انترتینمنت در ایالات متحده اکران شد. فیلم با واکنش متوسط منتقدان همراه بود و نقدهایی دوگانه دریافت کرد.منتقدان، بازی وودلی و فیلمبرداری فیلم را ستودند اما روایت کلیشه ای فیلم و شخصیت پردازی آن را مورد انتقاد قرار دادند.

## داستان
فیلم دربارهٔ زوج جوانی است که بعد از وقوع طوفانی در وسط اقیانوس آرام سرگردان شده‌اند؛ در حالی که قایق آن‌ها آسیب دیده و ارتباط رادیویی و مواد غذایی نیز ندارند.